# Konservesdåse
 For alternative betydninger, se Dåse.
En konservesdåse er en cylinderformet dåse eller kasseformet med runde hjørner lavet af blik i aluminium - eller tyndt stål med endnu tyndere tinoverflade. Tinoverfladen hindrer korrosion af stålet. Aluminium bliver hurtigt korrosionsbestandigt i luft grundet den tynde oxidhinde.
En del dåsemad har faktisk bedre ernæring end friske råvarer i Danmark.
I nyere tid, bliver de fleste konservesdåser i UK beklædt med et plastlag på indersiden som indeholder bisphenol A (BPA). Denne plastoverflade forhindrer syrer og andre stoffer i at korrodere dåsens tin eller aluminium, men kan lække BPA i dåsemaden.
En dåse (uden åbnering) kan åbnes uden dåseåbner ved at slibe toppen (faktisk dåsesømmen) mod en plan betonoverflade og herefter trykke låget ud ved at presse fingrene mod siderne.

## Historisk
I 1809 fandt den parisiske konditor Nicholas Appert på at opbevare mad i lufttomme, forseglede glas. Appert var fast besluttet på at vinde den pris på 12.000 francs, Napoleon havde udlovet til en løsning på militærets behov for billig konservering af store mængder mad. Men glassene var ikke egnet til transport og blev hurtigt udskiftet med cylinderformede dåser lavet af blik - tyndt stål med endnu tyndere tinoverflade. Den franske hær begyndte at eksperimentere med Apperts opfindelse, men processen var både dyr, langsommelig og besværlig. Soldaterne måtte bruge en bajonet eller hvad de havde ved hånden til at åbne dåserne, der var lavet af tykt metal. Det var også vanskeligt at transportere dåserne til fronten, og de blev aldrig den succes, Napoleon havde håbet. Den fabrik, Appert havde bygget for præmiepengene, brændte under de allieredes invasion af Frankrig. I mellemtiden havde englænderen Peter Durand i 1810 taget patent på Apperts metode. I 1812 solgte Nicholas Appert sit patent til to englændere, Bryan Donkin og John Hall.
I begyndelsen var konserves kun for de rige, men de foretrak friske madvarer. Det var derfor et meget begrænset marked. Men efterhånden betød faldende produktionsomkostninger og en række forbedringer, at efterspørgslen steg, og firmaer som Nestlé og Heinz begyndte at fremstille dåsemad til arbejderklassen i byerne. Da første verdenskrig brød ud i 1914 fik konservesdåsen sit helt store gennembrud. Dåserne med billig, kalorierig mad kunne nemt transporteres til fronten og opbevares i de fugtige skyttegrave uden at blive dårlig. Især den franske konserves var berygtet for det uappetitlige indhold, men efter krigen forbedrede fabrikanterne kvaliteten, og konservesdåser som vi kender dem i dag kan findes i ethvert køkkenskab. Fransk konserves er nu på højde med mange friske råvarer.
Den historiske "brøler" er, at dåseåbneren først blev opfundet 48 år senere end konservesdåsen - i 1858. Indtil 1858 blev der blev anvendt bajonetter, lommeknive og hammer og mejsel til at åbne konservesdåser med.